# Aladdin (Disney-figur)
 For alternative betydninger, se Aladdin (flertydig). (Se også artikler, som begynder med Aladdin)
Aladdin er en fiktiv karakter der første gang optrådte i Disneys teatralske animerede film Aladdin, og efterfølgeren Jafar vender tilbage (1994) og Aladdin og de fyrretyve røvere (1996), og den animerede tv-serie, Aladdin, der foregår mellem de 2 efterfølgere. Han er baseret på Aladdin fra tusind og en nats eventyr. Han er på engelsk stemmelagt af Scott Weinger og på dansk af skuespiller og sangeren Søren Launbjerg. Hans engelsk sangstemme er indtalt af Brad Kane.

## Tidlige år
Aladdin blev født 18 år før begivenhederne i filmen (Aladdin), og meget lidt om hans fortid er blevet afsløret. Aladdins far, Cassim, forlod familien kort efter sin søns fødsel. Aladdins mor døde da han var meget ung. Han tilegnede sig aldrig en rigtig uddannelse, men lærte meget fra hans tid som hjemløs på Agrabahs gader.
Da han var seksten, fulgte han en gruppe cirkusartister, der ledte efter en magtfuld diamant. De blev senere fanget af diamanten, og Aladdin samt et andet medlem af troppen, en abe ved navn Abu, var de eneste, der overlevede katastrofen. De blev efter ulykken livslange venner.

## Aladdin

### På flugt fra Palads vagterne
Siden han var lille, var 18-årige Aladdin på flugt fra sultanens vagter. Vagterne indsatte jagten efter drengen og hans abe-ven, Abu, efter han stjal et stykke brød.